# Langmilch
Langmilch oder Tätte ist eine skandinavische Sauermilchart. Sie wird durch den Zusatz von Lactococcus lactis subsp. cremoris hergestellt. Ihre fadenziehende Konsistenz entsteht durch die Symbiose von Milchsäurebakterien und Hefen. Langmilch ist mehr als 10 Monate haltbar.